# 가와사키 KX450F
가와사키 KX450F(영어: Kawasaki KX450F)는 가와사키 중공업에서 2005년부터 생산 중인 수냉식 449 cc (27.4 cu in) 4밸브 4행정 단일 모토크로스 모터사이클이다.
2007년부터 KLX450R도 출시되어 트레일 라이딩, 그린 레인, 엔듀로 이벤트 및 일반적으로 저속 라이딩에 더 적합하도록 편의성이 추가되었다. 이는 더 큰 가스 탱크, 18인치 뒷바퀴, 헤드램프, 전기 시동, 더 부드럽게 전달되는 더 낮은 토크에서 더 쉽게 핸들링할 수 있도록 최대 마력이 더 적은 재조정된 엔진 때문이다.

## 같이 보기
- 가와사키 KX250F